# Antiferomagnetism

Ordonarea antiparalelă a momentelor magnetice

Antiferomagnetismul este o proprietate a substanțelor cristaline de a prezenta momente magnetice elementare ale atomilor (sau ionilor) vecini orientate spontan (în absența vreunui câmp magnetic exterior) în sensuri opuse (antiparalel).